# Villers-Saint-Barthélemy

Villers-Saint-Barthélemy este o comună în departamentul Oise, Franța. În 1 ianuarie 2022 avea o populație de 470 de locuitori.